# Sandneskalven
Sandneskalven (norwegisch für Sandnasenkalb) ist ein isolierter Nunatak im ostantarktischen Königin-Maud-Land. Im Conradgebirge der Orvinfjella ragt er 10 km östlich der Landspitze Sandneset auf.
Norwegische Kartographen, die ihn auch in Anlehnung an die  Benennung der Landspitze benannten, kartierten ihn anhand von Luftaufnahmen der Dritten Norwegischen Antarktisexpedition (1956–1960).